# Università per stranieri "Dante Alighieri" di Reggio Calabria
L'Università per Stranieri "Dante Alighieri" è un'università privata legalmente riconosciuta di Reggio Calabria, istituita con decreto ministeriale del 17 ottobre 2007. È una delle tre Università storicamente per stranieri in italia insieme all’Università per Stranieri di Perugia e Università per Stranieri di Siena. La sede di questa università privata si trova nel centro città, in Via del Torrione, vicino al Castello Aragonese, al Teatro dell'Opera Francesco Cilea e al Museo Archeologico di Reggio Calabria, che ospita i celebri Bronzi di Riace.

## Storia
L'ateneo nasce da un'iniziativa del comitato locale della società Dante Alighieri e del consorzio per l'Università per Stranieri di Reggio Calabria, i quali vennero fondati nel 1984 con l'intento di contribuire alla diffusione della conoscenza della lingua e della cultura italiana nel reciproco rispetto e comprensione tra i popoli.
Nel 2007, il comitato scientifico-culturale si evolse con l'approvazione, in data 22 maggio 2007, del regolamento didattico da parte del Consiglio Universitario Nazionale e divenendo in seguito un'università legalmente riconosciuta.

## Struttura
L'ateneo è strutturato nell'unico dipartimento di scienze della società e della formazione d'area mediterranea e dalla scuola superiore di orientamento e di alta formazione in lingua e cultura italiane per stranieri. L'ateneo è ospitato presso il palazzo Gaetano Catanoso, edificio storico situato in via del Torrione.

## Rettori
- Salvatore Berlingò (1998-2020)[9]
- Antonino Zumbo (dal 2020)[10]

## Reputazione
L'Università per Stranieri "Dante Alighieri" di Reggio Calabria è stata riconosciuta come una delle migliori università italiane, secondo lo StuDocu World University Ranking 2020. Questo sondaggio, condotto dalla startup olandese StuDocu tra 100.000 studenti provenienti da oltre 27 paesi, ha collocato l'università al quarto posto in Italia e al 28º in Europa. L'istituzione si distingue per il suo impegno storico verso l'inclusione e lo scambio interculturale, con il 20% degli studenti provenienti da paesi come l'America Latina, la Russia e l'Egitto.
Questo risultato è particolarmente significativo in quanto riflette le opinioni dirette degli studenti, e l'università è l'unica del Sud Italia a rientrare nella top ten. Tra le altre università italiane ai vertici figurano la Bocconi di Milano e l'Università di Camerino.